# Еквадорска кухиња
Еквадорска кухиња је разнолика, варира у зависности од надморске висине и повезаних пољопривредних услова. Еквадорска кухиња је спој шпанске, андске и амазонске кухиње и у мањој мери италијанске, либанске, афричке и кинеске. Говедина, пилетина и морски плодови су популарни у приморским регионима, посебно ceviche; и обично се служе уз храну богату угљеним хидратима, као што је пиринач уз сочиво, тестенину, док су у планинским пределима популарна свињетина, пилетина, говедина и cuy (заморац) и често се служе са пиринчем, кукурузом или кромпир. Популарна улична храна у планинским пределима је hornado, који се састоји од кромпира послуженог са печеним прасетом. Неки примери еквадорске кухиње уопште укључују patacones (кришке зеленог платана пржене у уљу, згњечене, а затим пржене), llapingachos (лоптица од кромпира запеченог у тигању) и seco de chivo (врста чорбе од козе). Доступан је велики избор свежег воћа, посебно на нижим надморским висинама, укључујући granadilla, naranjilla, маракуја, неколико врста банана, uvilla, taxo, и тамарило.
Храна је нешто другачија у јужним планинским пределима, са типичном Loja храном као што је repe, супа припремљена са зеленим бананама; cecina, печена свињетина; и miel con quesillo, или "cuajada“, као десерт. У прашуми, основна намирница у исхрани је yuca, на другом месту назива маниока (cassava). Скробни корен се љушти и кува, пржи или користи у разним другим јелима. Широм нације се такође користи као хлеб, pão de queijo, који је аналоган бразилском и често се конзумира заједно са различитим врстама питког јогурта. Много воћа је доступно у овом региону, укључујући банане, грожђе и брескве.

## Типичан оброк
Већина региона у Еквадору прати традиционални оброк од 3 јела од супе и другог јела који укључује пиринач или тестенину и протеине као што су месо, живина, свиња или риба. Онда су уобичајени десерт и кафа. Вечера је обично лакша.
Углавном, Еквадор је познат не само по својим бананама и свим јелима од њих, већ и по конзумирању скроба у производима попут кромпира, хлеба, тестенине, пиринча и маниоке. Традиционално, било који од ових састојака може се наћи у супи или у тањиру од пиринча који се може послужити.

## Пића
Aguardiente, алкохолна пића на бази шећерне трске, вероватно је најпопуларнији национални алкохол. Canelazo је популарно пиће направљено од aguardiente.
Питки јогурт, доступан у многим воћним укусима, популаран је и често се конзумира уз pan de yuca (надувена, али гњецава пецива направљена од брашна маниоке која се једе врућа). Још једно традиционално безалкохолно пиће је colada morada, који се прави од црног кукурузног брашна, а зачињен је свежим воћем, зачинским биљем и зачинима.

## Католички утицај
Поред региона, постоји неколико типичних еквадорских јела која се конзумирају у посебним приликама. Fanesca, рибља чорба која укључује неколико врста пасуља, сочива и кукуруза, често се једе током поста и Ускрса, и традиционално се служи широм Еквадора. Током недеље уочи Задушница, воћни напитак colada morada је типично, праћено t'anta wawa што је пуњен хлеб у облику деце.

## Чифа
Chifa (од мандаринских речи 吃饭, што значи "јести пиринач") је еквадорски израз за еквадорско-кинеску храну (или за еквадорско-кинески фузиони ресторан). Пошто је многе кинеске састојке тешко пронаћи у Еквадору, Кинези су модификовали своју кухињу и укључили многе еквадорске елементе (углавном шпанске, аутохтоне и афричке) у своју кухињу, а популарност чифе отежава проналажење аутентичне кинеске кухиње у Еквадору.

## Блискоисточни утицај
Од 1875. постојао је сталан прилив либанских имиграната у Еквадор, прво бежећи из Османског царства, а затим после Првог и Другог светског рата. До 1986. године у Еквадору је било 97.500 либанских имиграната. То је мала заједница, али утицајна. Ресторани са шавармом постали су све популарнији представљајући још један пример фузионе кухиње. Пошто се многи састојци блискоисточне кухиње не могу наћи у земљи, либански имигранти су заменили домаћим састојцима.
Једна омиљена блискоисточна храна која је постала синоним за еквадорску кухињу су пића од јогурта. Најпознатије су „yogures persa“ које су донели персијски имигранти 1900-их.

## Десерти
Alfajores је десерт који се налази у готово свим бившим шпанским колонијама. Изводи се из верзија популарних у Шпанији током колонијалног периода. Оригинални шпански рецепти су, међутим, измењени. Основни рецепт користи основну мешавину брашна, маргарина и шећера у праху, који се пече у рерни. Alfajoresсе састоје од два или више слојева овог печеног пецива и обично су пуњени дулсе де леће (слатки, кремасти фил боје карамеле направљен од млека и шећера)
Turrones (или нугат) је још један изворно шпански десерт.
Arroz con leche (пудинг од пиринча): Још један десерт пореклом из Шпаније који се може наћи у различитим варијантама широм Латинске Америке.
Helados de Paila (сладолед) је специјалитет сличан сорбету који потиче из Ибаре. Долази у низу укуса, а прави се од воћног сока, леда, шећера, а понекад и воћа.
Panetón је врста слатког хлеба са сувим воћем. Популаризирали су га италијански имигранти који су стигли у земљу крајем 1800-их. Обично се служи за доручак око Божића уз шољицу топле чоколаде. Пошто је Божић најтоплије доба године, људи често замењују топлу чоколаду кафом или пићем које се служи хладно.
Flan је популаран десерт од крема са слојем прозирног карамел соса.

## Пића
Fioravanti је газирано безалкохолно пиће са укусом воћа први пут продато 1878. године у Еквадору.
Güitig је минерална вода која се широко конзумира широм земље, понекад замењујући воду из славине као пиће по избору.